# ضیافت خدایان (مجموعه تلویزیونی)
ضیافت خدایان (انگلیسی: Feast of the Gods؛
 کره‌ای: 신들의 만찬) یک مجموعه تلویزیونی محصول کره جنوبی سال ۲۰۱۲ با بازی سونگ یو ری، سو هیون جین، جو سانگ ووک و لی سانگ وو است. این مجموعه سرنوشت دو دختر را دنبال می‌کند که هویت آنها تغییر کرده و بعداً تبدیل به سرآشپزهای رقیب غذاهای سلطنتی سنتی می‌شوند. این مجموعه از ۴ فوریه تا ۲۰ مه ۲۰۱۲، روزهای شنبه و یکشنبه ساعت ۲۱:۵۰ (کی‌اس‌تی) از ام‌بی‌سی پخش شد.

## بازیگران
- سونگ یو ری در نقش گو جون یونگ[۱][۲]
  - جونگ مین آه در نقش جوانی جون یونگ
- سو هیون جین در نقش ها این جو / سونگ یون وو[۳]
  - جو دا یونگ در نقش جوانی این جو
- جو سانگ ووک در نقش چوی جه ها
- لی سانگ وو در نقش کیم دو یون[۴]
- جون این هوا در نقش سونگ دو هی
- کیم بو یون در نقش بک سول هی
- جونگ هه سون در نقش سون نو این
- جونگ دونگ هوان در نقش ها یونگ بوم
- جین ته هیون در نقش ها این وو
- پارک سانگ میون در نقش ایم دو شیک
- سو یی سوک در نقش نو یونگ شیم
- شان ریچارد دولیک در نقش دنیل
- سون هوا ریونگ در نقش کیم شین یونگ
- یون مین جی در نقش جین
- پارک جونگ مین در نقش جانگ می سو